# Audio, Video, Disco (canción)
"Audio, Video, Disco" es una canción de la banda francesa Justice. Es la canción que da título y segundo sencillo de su segundo álbum de estudio Audio, Video, Disco.

## Estilo musical
Audio Video Disco es una pista típica electro house, con una temática del arena rock de los 70's. Comienza con una melodía de órgano estilo gótico que termina en un acorde mayor, entrando en un cuatro al golpe del tambor y un estribillo de órganos con un aumento en el volumen. La secuencia de acordes del órgano se repite a lo largo de la canción; sobre todo en Mi mayor, Re mayor, Do mayor, Si menor, la mayor, con variaciones tales como inversiones en toda la canción. La pista de batería incluye un bombo muy comprimido y un sonido de sintetizador en descomposición jugando en un golpe blanco. Le siguen muy procesadas voces multipista armonizadas por Xavier de Rosnay repitiendo las palabras "Audio Video Disco" en la misma secuencia de acordes de órgano. Estas voces siguen a través de la canción, y una mayor armonización de las voces de Gasparde Augé en la armonización multipista filtrada. La canción se hincha y por la repetición de estos elementos con ligeros cambios en todo, incluyendo un breve interludio de piano y una inclusión pequeña de guitarra. La canción se acumula a una versión en el coro con tambores ligeramente alterada y más clara, luego, lentamente, facilita a dejar que se repita el estribillo final de órgano y una guitarra tocando una nota E en silencio hasta el final de la secuencia de acordes.

## Video musical
El video musical de la canción fue dirigido por So Me y fue estrenado el 5 de septiembre de 2011.

## Lista de la canción
- Descarga digital - EP[2]

1. "Audio, Video, Disco" – 4:52
2. "Helix" – 4:31
3. "Audio, Video, Disco (Para One Remix)" – 6:16
4. "Audio, Video, Disco (Mickey Moonlight Remix)" – 4:50

## Posicionamiento en listas
| Lista (2011)                                | Mejor posición |
| ------------------------------------------- | -------------- |
| Bélgica (Flandes) (Ultratip Bubbling Under) | 33             |
| Bélgica (Valonia) (Ultratip Bubbling Under) | 28             |
| Japón (Japan Hot 100)                       | 41             |